# Militair invaliditeitspensioen
Een Militair Invaliditeitspensioen (MIP) is een pensioen dat uitgekeerd wordt aan ex-militairen, wanneer zij tijdens hun dienstverband als beroepsmilitair, reservist of dienstplichtige invalide zijn geworden en deze invaliditeit verband houdt met de uitoefening van hun werkzaamheden als militair.
Het pensioen kan bij het ABP aangevraagd worden en het wordt ongeacht leeftijd uitgekeerd als men voldoet aan de bovenstaande eisen. Een eventuele arbeidsongeschiktheiduitkering, AOW, uitkeringen en pensioenen worden met het MIP verdisconteerd.
Het MIP kan ten hoogste gelijk zijn aan de bezoldiging die de gerechtigde aan het einde van zijn loopbaan genoot. Het is echter ook gerelateerd aan de mate waarin hij invalide is. De uitkeringsduur geldt niet voor het leven, n.l. een periodieke keuring kan uitwijzen dat gerechtigde "beter" is geworden, waardoor alle rechten op een MIP vervallen. Na het 65e jaar vindt een verrekening met de AOW plaats. 
Als de pensioengerechtigde nieuw werk aanvaard, in burger welteverstaan, worden de inkomsten normaliter niet gekort op het pensioen.
Bij blijvende invaliditeit kan er bovendien nog aanspraak bestaan op Bijzondere Invaliditeitsverhoging (BIV), een vorm van smartengeld. Die bedraagt maximaal 40% van de laatstgenoten bezoldiging.
Het MIP is ook toegankelijk voor ex-militairen die schade opliepen in hun geestelijk welzijn. Te denken valt onder meer aan PTSS na een uitzending. Militairen die hier nu gebruik van willen maken, maar die al lange tijd invalide zijn, kunnen tot maximaal een jaar met terugwerkende kracht vergoed krijgen. Dit geldt bijvoorbeeld voor hen die naar Libanon uitgezonden zijn met de United Nations Interim Force In Lebanon.